# كيث وارنر
كيث وارنر (بالإنجليزية: Keith Warner)‏ هو مغني ومخرج بريطاني، ولد في 6 ديسمبر 1956 في لندن في المملكة المتحدة.